# Memoriam (Band)
Memoriam ist eine englische Death-Metal-Band aus Birmingham.

## Geschichte

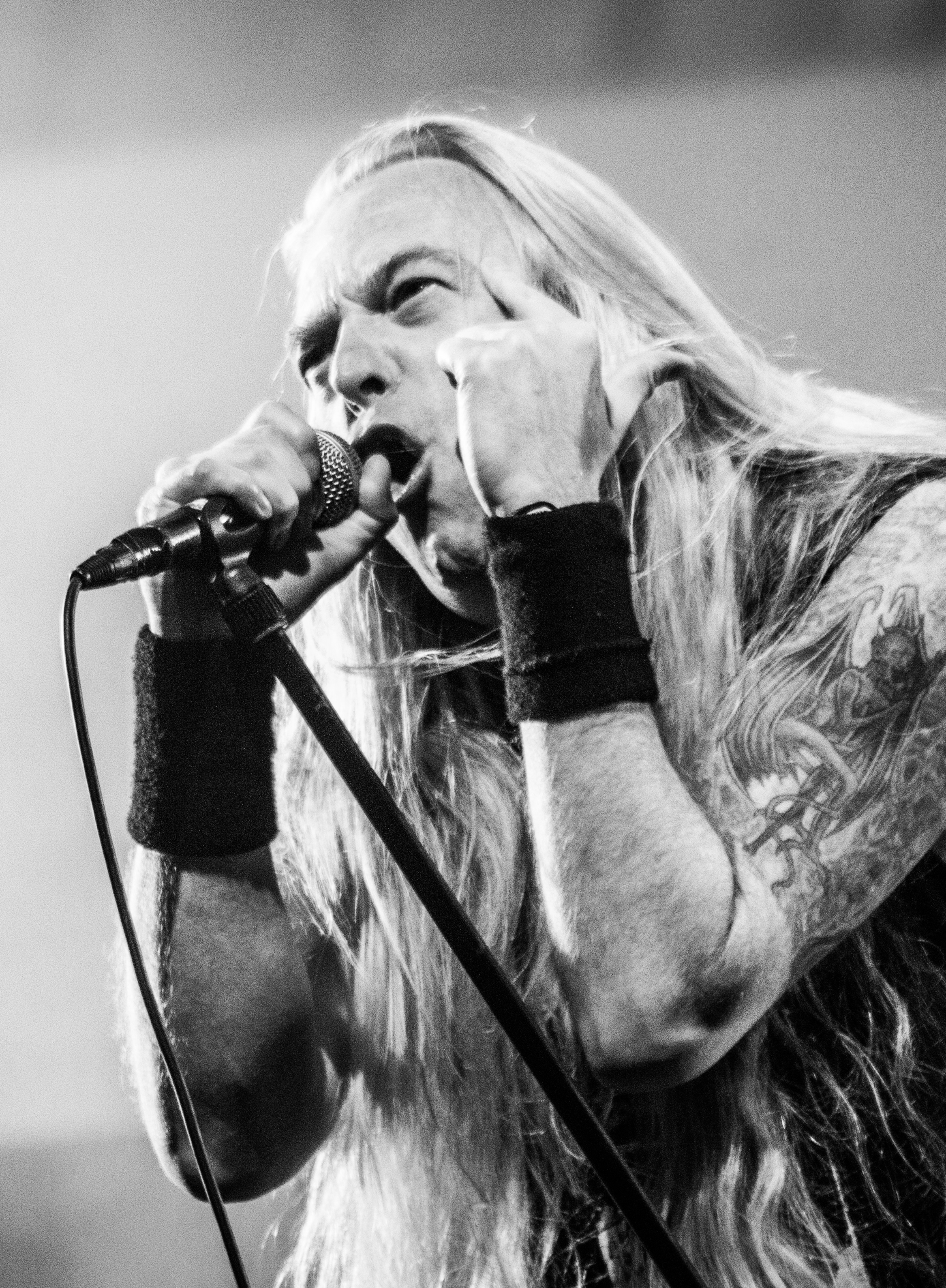
Sänger Karl Willetts

Die Band wurde Anfang 2016 vom Bolt-Thrower-Sänger Karl Willetts und dem Benediction-Bassist Frank Healy gegründet. Beide Musiker waren schon seit langer Zeit befreundet und wollten schon seit länger Zeit ein gemeinsames Projekt starten. Da Bolt Thrower kurze Zeit später ihre Auflösung verkünden sollten und Benediction ebenfalls inaktiv waren, setzten die Musiker ihr Vorhaben schließlich in die Tat um. Kurz vor der Gründung von Memoriam mussten beide Musiker schwere Schicksalsschläge verkraften, nachdem der Bolt-Thrower-Schlagzeuger Martin „Kiddy“ Kearns und Frank Healys Vater verstarben. Um die beiden Verstorbenen zu ehren, gründeten Willetts und Healy schließlich Memoriam. Die Band sei laut Karl Willetts „eine wahre Feier des Lebens durch Death Metal“.
Komplettiert wurde die Band durch den Schlagzeuger Andy Whale, der bis 1994 mit Karl Willetts bei Bolt Thrower spielte und dem Gitarristen Scott Fairfax, der in der Band Cerebral Fix Bass spielt und bei Benediction als Live-Gitarrist aushalf. Anfangs wollten die Musiker im Proberaum einige Coverversionen spielen, kleine Konzerte spielen und vielleicht eine 7"-Single veröffentlichen. Nach kurzer Zeit begann Fairfax jedoch, neue Eigenkompositionen zu schreiben. Noch im Jahr der Bandgründung veröffentlichten Memoriam die Singles The Hellfire Demos und Surrounded by Death und traten bei den Festivals Party.San und Bloodstock Open Air auf. Im Juni 2016 nahm das deutsche Plattenlabel Nuclear Blast die Band unter Vertrag.
Am 24. März 2017 veröffentlichte die Band ihr Debütalbum For the Fallen, dessen Albumcover von Dan Seagrave entworfen wurde. Das Album stieg auf Platz 16 der deutschen und auf Platz 46 der österreichischen Albumcharts ein, darüber hinaus belegte es Platz vier der deutschen Vinylcharts. Im Sommer 2017 spielten Memoriam bei den Festivals Wacken Open Air, Summer Breeze, Graspop Metal Meeting, Copenhell und dem Roadburn Festival. Danach nahm die Band mit den Produzenten James Pitts und Jon Dewsbury ihr zweites Studioalbum The Silent Vigil (engl.: Die Mahnwache) auf, dessen Albumcover erneut von Dan Seagrave entworfen wurde.

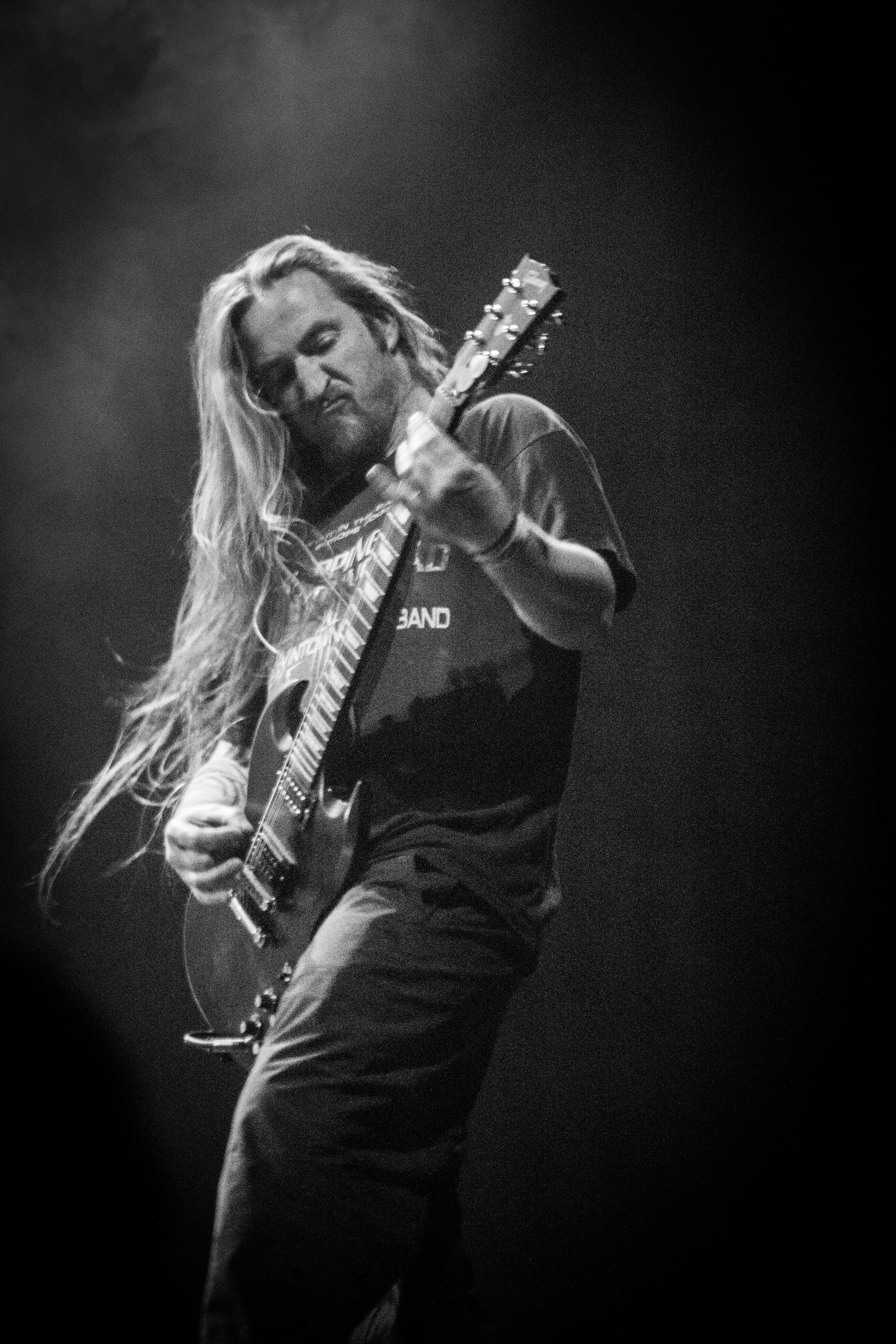
Gitarrist Scott Fairfax

The Silent Vigil erschien am 23. März 2018 und erreichte Platz 32 der deutschen und Platz 73 der Schweizer Albumcharts. Im Sommer des Jahres spielte die Band auf den Festivals Bloodstock Open Air, Rock Hard Festival und Hellfest. Im September 2018 verkündete Andy Whale seien Ausstieg aus familiären Gründen. Allerdings kehrte Whale schon nach kurzer Zeit zurück. Die Band nahm im Frühjahr 2019 ihr drittes Studioalbum auf, das von Russ Russel produziert wurde. Requiem for Mankind erschien am 21. Juni 2019 und erreichte Platz 20 der deutschen und Platz 54 der Schweizer Albumcharts.
Im März 2020 unterschrieb die Band einen Vertrag beim deutschen Label Reaper Entertainment. Wegen einer langwierigen Schulterverletzung verließ Andy Whale die Gruppe und wurde durch Spike T. Smith ersetzt. Smith spielte in den 1980er Jahren zusammen mit Bassist Frank Healey bei Sacrilege. Das erneut von Russ Russel produzierte Album To the End erschien am 26. März 2021 und wurde vom deutschen Magazin Rock Hard gemeinsam mit Violence Unimagined von Cannibal Corpse zum „Album des Monats“ gekürt. To the End erreichte Platz neun der deutschen und Platz 58 der österreichischen Albumcharts. Das fünfte Studioalbum Rise to Power erschien am 3. Februar 2023 und erreichte Platz zehn der deutschen Albumcharts. 

## Stil
Die Basis von Memoriams Musik bildet der klassische Death Metal der 1980er Jahre und ähnelt der Musik von Bolt Thrower und Benediction. Der Gitarrist Scott Fairfax ist laut Karl Willetts rund zehn Jahre jünger als seine Bandkollegen und ist mehr vom Technical Death Metal der 1990er Jahre und Bands wie Suffocation und Monstrosity beeinflusst.

## Diskografie

### Alben
| Jahr | Titel Musiklabel                   | Höchstplatzierung, Gesamtwochen, AuszeichnungChartplatzierungen (Jahr, Titel, Musiklabel, Platzierungen, Wochen, Auszeichnungen, Anmerkungen) | Höchstplatzierung, Gesamtwochen, AuszeichnungChartplatzierungen (Jahr, Titel, Musiklabel, Platzierungen, Wochen, Auszeichnungen, Anmerkungen) | Höchstplatzierung, Gesamtwochen, AuszeichnungChartplatzierungen (Jahr, Titel, Musiklabel, Platzierungen, Wochen, Auszeichnungen, Anmerkungen) | Anmerkungen                           |
| Jahr | Titel Musiklabel                   | DE | AT | CH | Anmerkungen                           |
| ---- | ---------------------------------- | --- | --- | --- | ------------------------------------- |
| 2017 | For the Fallen Nuclear Blast       | DE16 (1 Wo.)DE | AT66 (1 Wo.)AT | — | Erstveröffentlichung: 24. März 2017   |
| 2018 | The Silent Vigil Nuclear Blast     | DE32 (2 Wo.)DE | — | CH73 (1 Wo.)CH | Erstveröffentlichung: 23. März 2018   |
| 2019 | Requiem for Mankind Nuclear Blast  | DE20 (1 Wo.)DE | — | CH54 (1 Wo.)CH | Erstveröffentlichung: 21. Juni 2019   |
| 2021 | To the End Reaper Entertainment    | DE9 (1 Wo.)DE | AT58 (1 Wo.)AT | CH36 (1 Wo.)CH | Erstveröffentlichung: 26. März 2021   |
| 2023 | Rise to Power Reaper Entertainment | DE10 (2 Wo.)DE | — | CH19 (1 Wo.)CH | Erstveröffentlichung: 3. Februar 2023 |

### Singles
- 2016: The Hellfire Demos
- 2016: Surrounded by Death
- 2017: The Hellfire Demos II
- 2017: The Hellfire Demos III
- 2022: All Is Lost